# Allá te espero
Allá te espero es una telenovela colombiana producida por RCN Televisión en 2013. Escrita por Adriana Suárez y Javier Giraldo y dirigida por Herney Luna.
Protagonizada por Mónica Gómez, Keller Wortham y Sebastián Martínez, con la actuación antagónica de Andrea Guzmán, Iván López, Elkin Díaz, Ana Wills y Luis Fernando Salas, cuenta además con las actuaciones estelares de Valentina Rendón, la primera actriz Alejandra Borrero y el primer actor Carlos Benjumea. Se estrenó el 21 de enero de 2013 y concluyó el 30 de septiembre de 2013.
Fue la telenovela más vista de 2013 en Colombia siendo elogiada por la crítica y el público debido a su gran calidad. Es la telenovela con más premios en India Catalina, con un total de 9; para la audiencia significó el regreso de la telenovela clásica a Colombia.

## Sinopsis
Rosa María Restrepo (Mónica Gómez) y Alex Montoya (Sebastián Martínez) son una pareja joven originaria del eje cafetero y viven con su hijo Michael (Juan Sebastián Parada) en la finca de Nazario Restrepo (Carlos Benjumea), padre de Rosa María, ubicada en zona rural de Filandia. En la finca Nazario vive también con su esposa Magnolia (Alejandra Borrero) y con sus nietos Pacho (Javier Ramírez) y Juanita (Ana María Estupiñán), cuya madre Cecilia (Valentina Rendón), hermana de Rosa María, ha emigrado recientemente a Nueva York en busca de empleo luego de haberse divorciado de Aurelio (Juan Pablo Franco), padre de sus hijos.
La finca entra en quiebra y el clan Restrepo se ve forzado a buscar un mejor futuro en Bogotá, donde Rubiela (Carmenza Gómez), hermana de Magnolia, les renta una casa y le ofrece a Magnolia empleo en su locutorio. En Bogotá, Magnolia conoce a un francés llamado Phillipe (Patrick Delmas) con quien tiene un romance, lo cual causa que ella termine su matrimonio con Nazario y que también origine una enemistad con su hermana Rubiela, que también estaba interesada en Phillipe.
La llegada a Bogotá de la familia Restrepo coincide con el arribo desde Nueva York de David Schroeder (Keller Wortham), un estadounidense nacido en Colombia y de familia colombiana, que llega a gerenciar una empresa de confecciones llamada Goodfit, producto de un arreglo al que ha llegado su propietario Gabriel Fernández (Javier Gnecco) para evitar que esta entre en una crisis financiera y al cual se opone vehementemente su hijo Samuel (Iván López), quien inicia una rivalidad contra David.
Al viaje de David a Bogotá se opone además su esposa Sarah Visbal (Ana Wills), cuyos padres colombianos se encuentran radicados en Nueva York desde hace años y quienes le advierten a ella sobre supuestos riesgos de hacer negocios en Colombia. El matrimonio de David y Sarah se termina al poco tiempo, ante la negativa de Sarah de seguir viviendo en Bogotá. Tiempo después Sarah se entera de que su padre, Guillermo Visbal (Humberto Dorado), ha sido prófugo de la justicia colombiana por cerca de treinta años luego de haber cometido un fraude contra Goodfit. Visbal es finalmente capturado y enviado a prisión.
David y Rosa María se conocen por casualidad y poco tiempo después ella le pide empleo en Goodfit a lo cual él accede y en poco tiempo ella llega a ser su asistente personal, aunque Rosa María deliberadamente oculta el hecho de tener un hijo por miedo a perder su cargo. En Goodfit Rosa María entabla una amistad con Amelia Patiño (Cristina Campuzano), que es parapléjica y la secretaria de Samuel, y con Javier Linero (Lincoln Palomeque), el chófer de David, aunque debe afrontar también las intrigas de Samuel y su secretaria, Norma (Morella Zuleta).
Al no conseguir empleo, Alex decide buscar un mejor futuro en Nueva York, como lo hizo Cecilia, para lo cual busca los servicios de una red de tráfico de personas encabezada por Berenice Ortiz (Andrea Guzmán), propietaria del restaurante donde Cecilia trabaja como cocinera en Nueva York, y un colaborador de Berenice en Bogotá, llamado Leonardo (Luis Fernando Salas). En la organización criminal participa también Félix Cascavita (Elkin Díaz), director de personal de Goodfit. Félix se encarga de conseguir documentos de la compañía con la firma falsificada de David para solicitarle a la embajada estadounidense visas temporales para supuestos empleados de la empresa con el objetivo de ir a capacitarse en Nueva York, pero el grupo criminal en realidad usa los documentos para enviar personas a residir ilegalmente en EE. UU.
Estas actividades ilegales son descubiertas por el auditor de la empresa, Luis (Joavany Álvarez), quien sostiene en secreto una relación amorosa con el hijo de Félix, Nicolás (Giancarlo Mendoza). Al enterarse de esto, Berenice y Leonardo ordenan su asesinato. Nicolás investiga todos estos hechos y descubre que su propio padre está involucrado, ante lo cual decide suicidarse.
Luego de llegar a Nueva York, Alex termina trabajando para la red de Berenice, a la vez que inicia una guerra personal con Omar Hernández (Ramsés Ramos), un peligroso miembro de la organización. En el restaurante de Berenice se reúne con Cecilia y conoce a Guido Ramírez (Carlos Camacho), quien tiene un interés romántico en Cecilia; a Lupe Aguilar (María Vanedi), una mexicana que busca una carrera musical; y a Dora (Jeymmy Paola Vargas), una aspirante a modelo que trabaja para conseguir el sustento de su hijo, quien aun vive en Colombia.
Cecilia busca los recursos para legalizar su situación y poder traer a sus hijos pero debe afrontar muchas dificultades al no poder conseguir el dinero, además de tener que tolerar los abusos de su abogado, Israel (Diego León Hoyos), y de su jefe, Berenice, con quien tiene una gran deuda económica. En un acto de desesperación, Cecilia llega a trabajar en un club como bailarina y luego como prostituta.
Alex convence a Rosa María y a Michael de mudarse con él a Nueva York, pero Berenice, que desea quedarse con Alex y con quien tiene una relación amorosa intermitente, secretamente logra que Rosa María sea detenida en el aeropuerto de Nueva York y deportada a Colombia, aunque Michael logra ingresar a EE. UU. y reunirse con Alex. Poco tiempo después de regresar a Bogotá, Rosa María recupera su empleo en Goodfit y su situación actual le trae un conflicto con Alex, quien desea conservar a Michael en Nueva York mientras que Rosa María desea tener su hijo en Colombia debido a que las autoridades estadounidenses jamás le permitirían regresar a ese país. Además Rosa María se entera de que Alex le ha sido infiel con Berenice, por lo cual da por terminada su relación con él.
Al cabo de un tiempo, David y Rosa María se enamoran. Él tiene la oportunidad de conocer el eje cafetero, donde además conoce la finca que pertenecía a su propio padre en Salento, cuya herencia inesperada él decide ayudarle a la familia Restrepo saldar la deuda de la finca. Luego David le propone matrimonio a Rosa María.
Pacho está obsesionado con ir a vivir a Nueva York, pero al ser menor de edad y no poder conseguir de Aurelio el permiso paterno para salir del país, decide viajar ilegalmente por tierra para lo cual contrata los servicios de los coyotes de la misma organización de Berenice y para lo cual recibe el apoyo de Cecilia y Magnolia, aunque el resto de su familia se opone, especialmente su hermana Juanita, debido a los peligros que representa intentar llegar a EE. UU. ilegalmente por tierra. Luego de emprender el viaje clandestinamente y un difícil recorrido de varios días, Pacho finalmente muere ahogado en el Río Bravo.
La noticia de la muerte de Pacho consterna a toda la familia, ante lo cual Cecilia se arrepiente de haber apoyado el viaje de su hijo y concluye que su esfuerzo en EE. UU. ha fracasado por lo que decide regresar a Colombia. Alex accede regresar con ella al darse cuenta de que Michael también quiere volver. Al llegar a Bogotá, se entera de que Rosa María va a casarse con David.
Eventualmente las autoridades colombianas descubren que hay personas viajando ilegalmente a EE. UU. con documentos de Goodfit. Al iniciar las investigaciones, el primer sospechoso es David, cuya firma (falsificada) se encuentra en todos los documentos, quien es detenido y afronta procesos judiciales tanto en Colombia como en EE. UU.
Sarah se entera de que Rosa María tiene un hijo y se lo informa a David en la cárcel a quien convence que Rosa María simplemente quería casarse con él por interés, además de sugerir que Rosa María está implicada en la red de tráfico de personas. David, al enterarse de que Rosa María no ha sido completamente sincera con él, decide cancelar el matrimonio.
La familia Restrepo regresa a la finca, la cual, luego de pagada la deuda con el banco, se ha vuelto productiva otra vez. Reunidos allí, sepultan las cenizas de Pacho.
Al sentirse perseguido, Félix asesina a Leonardo luego que éste se rebelara contra la organización. Alex se entera de que los documentos falsos de Goodfit con los que él mismo viajó a EE. UU. son los mismos que tienen a David en la cárcel. Al pensar en la felicidad de Rosa María, Alex decide declarar ante las autoridades y dar a conocer todo lo que sabe, incluyendo la participación de Félix y Leonardo, en Colombia, y de Berenice y Ómar en EE. UU. Como resultado, toda la banda es capturada por la policía y David sale libre.
Alex nuevamente viaja ilegalmente a Nueva York donde finalmente se establece con Maribel (Bebsabé Duque), a quien conoció en el bar donde Cecilia trabajaba, y donde inicia un modesto pero fructífero negocio de comida rápida colombiana. Lupe inicia una carrera musical e inicia una relación con Guido, mientras que Dora empieza una carrera como modelo publicitaria. En Bogotá, Linero y Amelia también empiezan una relación y conforman juntos un negocio para apoyar a personas con discapacidad.
Magnolia y Rubiela superan sus diferencias respecto a Phillipe, a quien deciden olvidar, y reubican a su locutorio en Filandia mientras Cecilia y Juanita continúan juntas un negocio similar en Bogotá.
Al salir de prisión David pretende regresar inmediatamente a Nueva York y olvidarse para siempre de Rosa María y de Colombia, pero luego reflexiona y va a buscarla hasta Filandia, donde finalmente reanuda su relación con ella, trabajando los dos en las fincas de sus respectivas familias.

## Elenco
- Mónica Gómez - Rosa María Restrepo Jaramillo de Montoya[5]
- Keller Wortham - David Schroeder
- Sebastián Martínez - Alex Montoya
- Alejandra Borrero - Magnolia Jaramillo de Restrepo
- Carlos Benjumea - Nazario Restrepo
- Valentina Rendón - Cecilia Restrepo Jaramillo
- Bebsabé Duque - Maribel Rondón
- Ana Wills - Sarah Visbal Schroeder
- Andrea Guzmán - Berenice Ortiz
- Luis Fernando Salas - Leonardo †
- Ilja Rosendahl - Thomás
- Diego Sarmiento - José
- Ana María Estupiñán - Juana "Juanita" Salazar Restrepo
- Javier Ramírez - Francisco Javier "Pacho" Salazar Restrepo †
- Carmenza Gómez - Rubiela Jaramillo
- Patrick Delmas - Phillipe
- Elkin Díaz - Félix Cascavita
- Juan Pablo Franco - Aurelio Salazar
- Juan Sebastián Parada - Michael Montoya Restrepo
- Lincoln Palomeque - Javier Linero
- Morella Zuleta - Norma
- Iván López - Samuel Fernández
- Cristina Campuzano - Amelia Patiño
- Carlos Camacho - Guido Ramírez
- Carlos Manuel Vesga - Álvaro Jaramillo
- Javier Gnecco - Gabriel Fernández
- Alberto Pujol - Silvio
- Humberto Dorado - Guillermo Visbal
- Gloria Zapata - Leonor de Visbal
- Jeimy Paola Vargas - Dora
- María Vanedi - María Guadalupe "Lupe" Aguilar
- Joavany Álvarez - Luis †
- Giancarlo Mendoza - Nicolás Cascavita †
- Adriana Silva - Paola
- Juan Luis Abisambra - Martín
- Jaime Barbini - Don Picasso
- Alberto Saavedra - Octavio Jaramillo
- Anny Pérez - Lucia
- Rodolfo Valdés - René
- Alejandro Martínez - Jerónimo Castillo
- Diego León Hoyos - Israel †
- Ana Lucía Silva- Susana
- Sandra Monica Cubillos - Marina
- Ramsés Ramos - Omar Hernández
- Ernesto Benjumea
- Libby Brien
- Keri Bunkers

## Premios y nominaciones

### Premios India Catalina
| Edición                                         | Categoría                                       | Nominado                                             | Resultado | Ref.        |
| ----------------------------------------------- | ----------------------------------------------- | ---------------------------------------------------- | --------- | ----------- |
| Premios India Catalina 2014 15 de marzo de 2014 | Mejor telenovela                                | Mejor telenovela                                     | Ganadora  | [ 6 ] [ 7 ] |
| Premios India Catalina 2014 15 de marzo de 2014 | Mejor actor protagónico de telenovela           | Keller Wortham                                       | Nominado  | [ 6 ] [ 7 ] |
| Premios India Catalina 2014 15 de marzo de 2014 | Mejor actriz protagónica de telenovela          | Mónica Gómez                                         | Ganadora  | [ 6 ] [ 7 ] |
| Premios India Catalina 2014 15 de marzo de 2014 | Mejor actor antagónico de telenovela o serie    | Sebastián Martínez                                   | Nominado  | [ 6 ] [ 7 ] |
| Premios India Catalina 2014 15 de marzo de 2014 | Mejor actriz antagónica de telenovela o serie   | Andrea Guzmán                                        | Nominada  | [ 6 ] [ 7 ] |
| Premios India Catalina 2014 15 de marzo de 2014 | Mejor actriz de reparto de telenovela o serie   | Alejandra Borrero                                    | Nominada  | [ 6 ] [ 7 ] |
| Premios India Catalina 2014 15 de marzo de 2014 | Mejor actriz de reparto de telenovela o serie   | Valentina Rendón                                     | Ganadora  | [ 6 ] [ 7 ] |
| Premios India Catalina 2014 15 de marzo de 2014 | Mejor actor de reparto de telenovela o serie    | Carlos Benjumea                                      | Nominado  | [ 6 ] [ 7 ] |
| Premios India Catalina 2014 15 de marzo de 2014 | Actriz o actor revelación                       | María Vanedi                                         | Nominada  | [ 6 ] [ 7 ] |
| Premios India Catalina 2014 15 de marzo de 2014 | Mejor banda sonora de telenovela o serie        | Andrés Peláez                                        | Ganador   | [ 6 ] [ 7 ] |
| Premios India Catalina 2014 15 de marzo de 2014 | Mejor director de telenovela                    | Herney Luna, César Ibagón                            | Ganadores | [ 6 ] [ 7 ] |
| Premios India Catalina 2014 15 de marzo de 2014 | Mejor historia y libreto original de telenovela | Adriana Suárez, Javier Giraldo y Pedro Miguel Rosso. | Ganadores | [ 6 ] [ 7 ] |
| Premios India Catalina 2014 15 de marzo de 2014 | Mejor edición de telenovela                     | Adriana Falla                                        | Ganadora  | [ 6 ] [ 7 ] |
| Premios India Catalina 2014 15 de marzo de 2014 | Mejor arte de telenovela                        | Mónica Marulanda                                     | Ganadora  | [ 6 ] [ 7 ] |
| Premios India Catalina 2014 15 de marzo de 2014 | Mejor fotografía de telenovela                  | Édgar Gil                                            | Ganador   | [ 6 ] [ 7 ] |

### TVyNovelas (Colombia)
| Edición                                                | Categoría                                     | Nominado                                                 | Resultado | Ref.  |
| ------------------------------------------------------ | --------------------------------------------- | -------------------------------------------------------- | --------- | ----- |
| Premios TVyNovelas (Colombia) 2014 29 de marzo de 2014 | Novela favorita                               | Novela favorita                                          | Ganadora  | [ 8 ] |
| Premios TVyNovelas (Colombia) 2014 29 de marzo de 2014 | Protagonista femenina favorita de telenovela  | Mónica Gómez                                             | Ganadora  | [ 8 ] |
| Premios TVyNovelas (Colombia) 2014 29 de marzo de 2014 | Protagonista masculino favorito de telenovela | Keller Wortham                                           | Nominado  | [ 8 ] |
| Premios TVyNovelas (Colombia) 2014 29 de marzo de 2014 | Protagonista masculino favorito de telenovela | Sebastián Martínez                                       | Ganador   | [ 8 ] |
| Premios TVyNovelas (Colombia) 2014 29 de marzo de 2014 | Villana favorita de telenovela                | Andrea Guzmán                                            | Ganadora  | [ 8 ] |
| Premios TVyNovelas (Colombia) 2014 29 de marzo de 2014 | Villano favorito de telenovela                | Elkin Díaz                                               | Ganador   | [ 8 ] |
| Premios TVyNovelas (Colombia) 2014 29 de marzo de 2014 | Villano favorito de telenovela                | Iván López                                               | Nominado  | [ 8 ] |
| Premios TVyNovelas (Colombia) 2014 29 de marzo de 2014 | Actriz de reparto favorita de telenovela      | Alejandra Borrero                                        | Nominada  | [ 8 ] |
| Premios TVyNovelas (Colombia) 2014 29 de marzo de 2014 | Actriz de reparto favorita de telenovela      | Ana María Estupiñán                                      | Ganadora  | [ 8 ] |
| Premios TVyNovelas (Colombia) 2014 29 de marzo de 2014 | Actriz de reparto favorita de telenovela      | Valentina Rendón                                         | Nominada  | [ 8 ] |
| Premios TVyNovelas (Colombia) 2014 29 de marzo de 2014 | Actor de reparto favorito de telenovela       | Carlos Benjumea                                          | Ganador   | [ 8 ] |
| Premios TVyNovelas (Colombia) 2014 29 de marzo de 2014 | Actor de reparto favorito de telenovela       | Javier Ramírez                                           | Nominado  | [ 8 ] |
| Premios TVyNovelas (Colombia) 2014 29 de marzo de 2014 | Actor de reparto favorito de telenovela       | Lincoln Palomeque                                        | Nominado  | [ 8 ] |
| Premios TVyNovelas (Colombia) 2014 29 de marzo de 2014 | Revelación del año de telenovela o serie      | María Vanedi                                             | Nominado  | [ 8 ] |
| Premios TVyNovelas (Colombia) 2014 29 de marzo de 2014 | Tema musical favorito de telenovela o serie   | «Me fui» (autor: Andrés Peláez, intérprete: Gina Sabino) | Ganador   | [ 8 ] |
| Premios TVyNovelas (Colombia) 2014 29 de marzo de 2014 | Director favorito de telenovela o serie       | Herney Luna, César Ibagón                                | Ganador   | [ 8 ] |
| Premios TVyNovelas (Colombia) 2014 29 de marzo de 2014 | Libretista favorito de telenovela o serie     | Adriana Suárez, Javier Giraldo y Pedro Miguel Rosso.     | Ganadora  | [ 8 ] |

## Versiones
- Amor dividido, producción de Angelli Nesma Medina para Televisa en el 2021 protagonizada por Eva Cedeño, Gabriel Soto y Andrés Palacios, junto con Irina Baeva y Arturo Peniche en los roles antagónicos.[9]